# 수성초등학교 (충북)
수성초등학교(水城初等學校)는 대한민국 충청북도 청주시에 있는 공립 초등학교이다.

## 학교 연혁
- 1963. 03. 01. 내수국민학교 수성분교장 설립
- 1964. 04. 01. 수성국민학교 개교
- 1966. 11. 25. 수성국민학교 입동 분교장 설립
- 1968. 02. 10. 제1회 졸업식 거행(118명)
- 1970. 04. 11. 입동국민학교 개교로 분리
- 1984. 03. 01. 입동국민학교 수성국민학교입동분교장으로 편입
- 1985. 03. 12. 수성국민학교 병설유치원 개원
- 1986. 02. 29. 입동 분교장 수성국민학교 통·폐합
- 1996. 03. 01. 수성초등학교로 교명 개칭
- 1999. 09. 01. 구성초등학교 수성초등학교구성분교장으로 편입
- 2004. 12. 13. 유치원독립원사 신축(7실)
- 2013. 03. 01. 본교27학급, 특수2학급,유치원4학급,분교 5학급 편성
- 2014. 02. 18. 47회 졸업 (총 4,351명)
- 2015. 09. 01. 제24대 천세옥 학교장 취임

## 소속 분교
- 구성분교

## 참고 자료
- 수성초등학교 - 한국교육학술정보원 학교알리미